# U-Bahnhof Neu-Westend

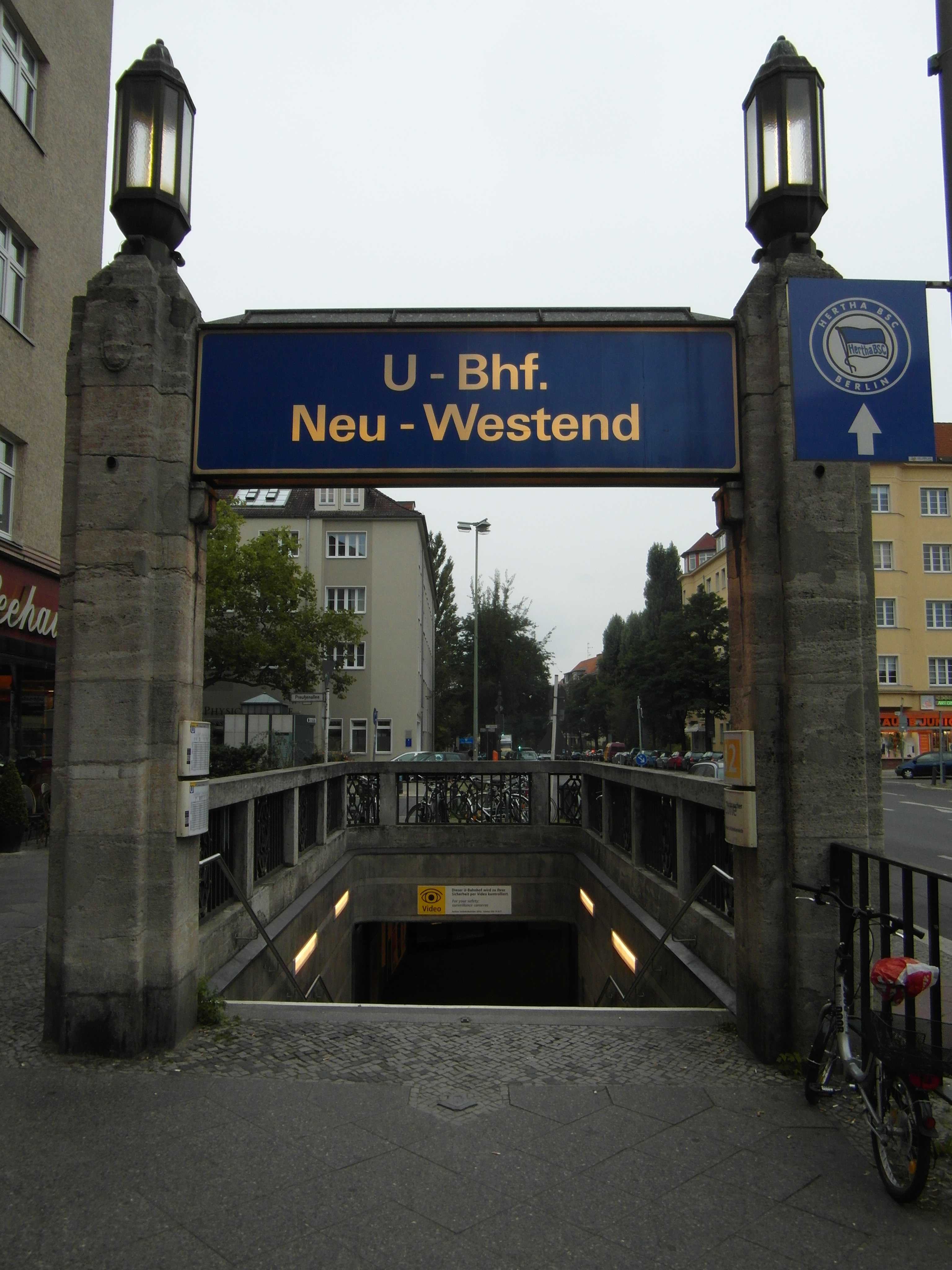
Eingang an der Ostseite des Bahnhofs in der Olympischen Straße, ursprünglich 1910 am U-Bahnhof Nollendorfplatz errichtet

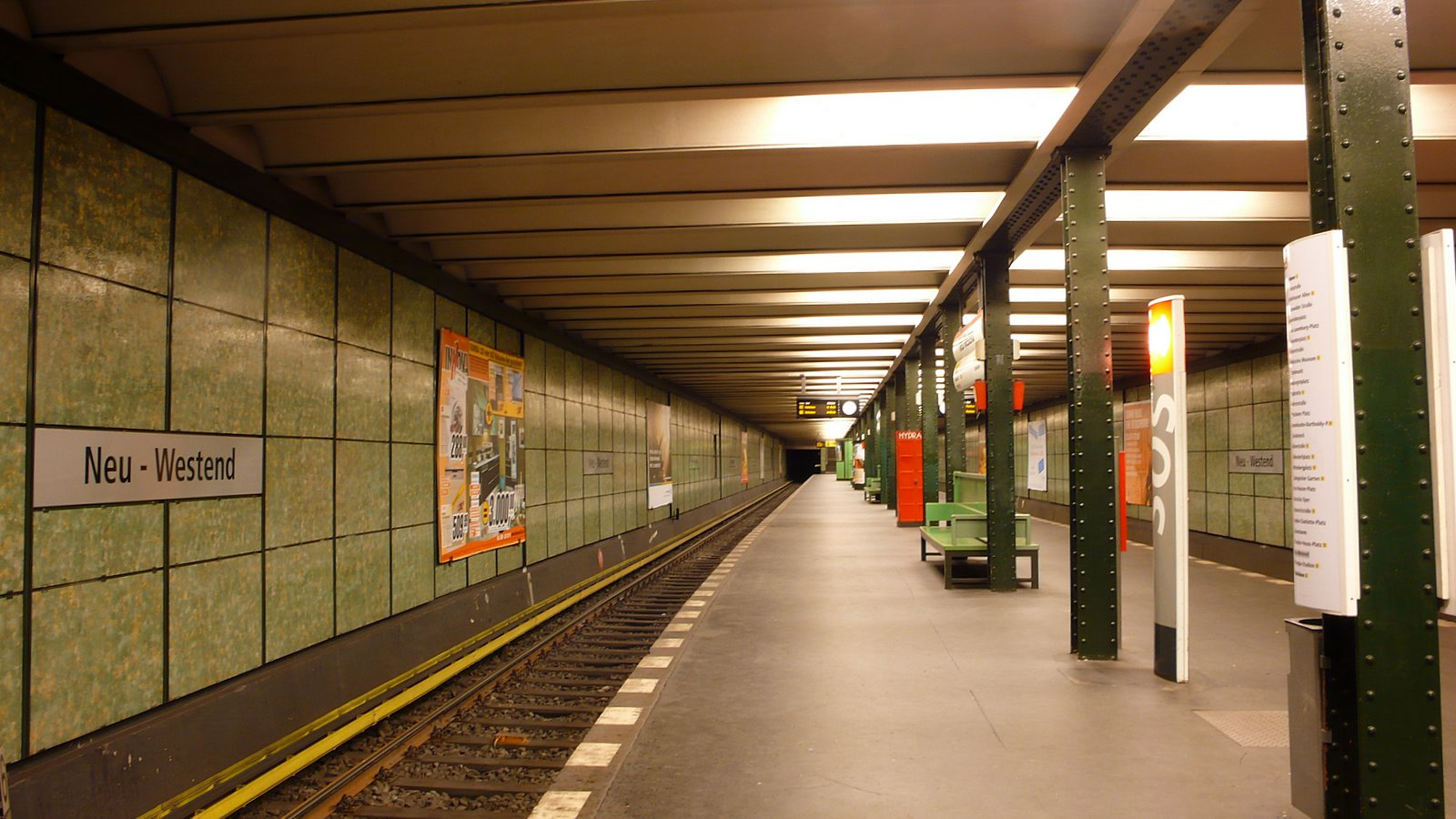
Bahnsteig des U-Bahnhofs Westend

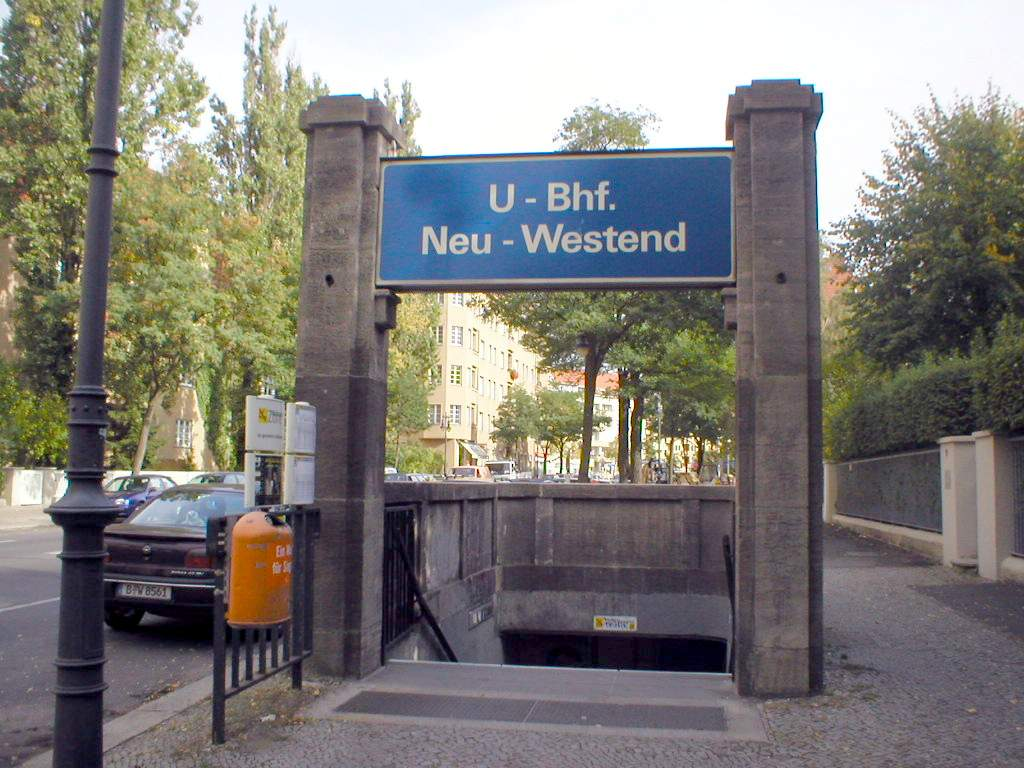
1935 errichteter Eingang an der Westseite des Bahnhofs

Der U-Bahnhof Neu-Westend der Berliner U-Bahn im Ortsteil Westend des Bezirks Charlottenburg-Wilmersdorf wurde am 20. Mai 1922 eröffnet, wobei er bereits in den Jahren 1908–1913 baulich vorbereitet worden war. Heute fahren diesen Bahnhof Züge der U-Bahn-Linie U2 an. Der Bahnhof befindet sich in der Olympischen Straße, östlich grenzend an die Reichsstraße und den Steubenplatz, westlich an die Oldenburgallee.

## Geschichte
Als der damalige Bahnhof Reichskanzlerplatz (heute: U-Bahnhof Theodor-Heuss-Platz) am 29. März 1908 in Betrieb genommen wurde, fanden bereits die Bauarbeiten für eine Verlängerung der U-Bahn-Linie weiter in Richtung Deutsches Stadion statt, die gleichzeitig mit dem Stadion und dem U-Bahnhof Stadion (heute: U-Bahnhof Olympia-Stadion) 1913 eröffnet wurde. Auf der 1,7 km langen Strecke wurde dabei zwar der Bahnhof Neu-Westend – noch unter dem Planungsnamen U-Bahnhof Reichsstraße – baulich vorbereitet, aber die Umgebung dort war noch zu dünn besiedelt, als dass der vollständige Ausbau ökonomisch sinnvoll gewesen wäre. Geplant und vertraglich vereinbart war damals, den Ausbau bis spätestens 1. April 1918 auszuführen. Der Erste Weltkrieg unterbrach jedoch die bauliche Entwicklung Neu-Westends und damit auch den weiteren Streckenausbau.
Nach Kriegsende setzte die Bautätigkeit trotz der wirtschaftlich und politischen Schwierigkeiten bald wieder ein, sodass die Hochbahngesellschaft den geplanten Ausbau begann. Die architektonische Gestaltung übernahm, wie damals bei nahezu allen Bahnhöfen, der Architekt Alfred Grenander. Die Mittel für die Ausstattung waren aber im Vergleich zur Vorkriegszeit sehr begrenzt, weshalb der Bahnhof mit seinem 113 m langen Mittelbahnsteig nur einen grünen Anstrich ohne andere aufwendige Ausstattungselemente erhielt. Für den damals noch einzigen Eingang am Steubenplatz Ecke Preußenallee ergab sich eine kostengünstige Lösung, indem man ein zur gleichen Zeit im Zuge eines Umbaus des Bahnhofs Nollendorfplatz dort überflüssig gewordenes Portal hierher translozierte. Das aus Muschelkalk bestehende Portal, dessen Stützen von Laternen bekrönt sind, war 1910 nach Entwurf des Schöneberger Stadtbaurats Friedrich Gerlach für die Schöneberger Untergrundbahn erbaut worden.
Die Eröffnung des Bahnhofs Neu-Westend fand schließlich am 20. Mai 1922 statt. Seitdem gab es auch einen regelmäßigen Betrieb zum Bahnhof Stadion.
In Vorbereitung der Olympischen Sommerspiele 1936 erhielt der Bahnhof einen weiteren Ausgang an der nordwestlichen Seite an der Olympischen Straße. Sein Portal ähnelt prinzipiell dem an der östlichen Seite, trägt aber keine Laternen und ist in den Details etwas schlichter gestaltet. Sonst änderte sich im Lauf der Zeit relativ wenig an der Station, auch der Zweite Weltkrieg verursachte keine nennenswerten Schäden. Um das Kriegsende war der U-Bahn-Verkehr zwischen dem 25./26. April und dem 16. Mai 1945 eingestellt.
In den Jahren 1986/1987 fand eine Grundsanierung des Bahnhofs statt, dabei blieben die Eingangsportale weitgehend unangetastet. Zunächst wurde im Frühjahr 1986 eine neue Beleuchtungsanlage eingebaut, und im Sommer und Herbst desselben Jahres erhielten die Hintergleiswände neue grüne Keramikpaneele. Im Zuge dieser Sanierung ließ die BVG auch neue, genormte Stationsschilder anbringen.
Zwischen März 1990 und dem 3. Juli 1991 ließ die BVG westlich des Bahnhofs eine eingleisige Kehranlage errichten. Der genaue Grund für den Bau ist unbekannt, als wahrscheinlich gilt unter anderem eine Vergrößerung der Gesamtzugabstellfläche auf der U-Bahn-Linie U2, da die Übernahme der Fahrzeuge der Ost-Berliner Verkehrsbetriebe kurz bevorstand und eine Wiedereröffnung der Wagenhalle am Bahnhof Warschauer Straße noch nicht abzusehen war. Bereits im März 2007 erfolgte zur Kosteneinsparung der Rückbau des Kehrgleises. Bis Mai 2019 wurde das Kehrgleis wiederaufgebaut und am 12. Dezember 2019 in Betrieb genommen.
Ein Aufzugseinbau ist seit Ende 2003 vorgesehen, bisher aber nicht realisiert. Laut Angaben der Senatsverwaltung für Verkehr soll der Einbau nach 2030 erfolgen.

## Anbindung
| Linie | Verlauf |
| ----- | --- |
|       | Pankow – Vinetastraße – Schönhauser Allee – Eberswalder Straße – Senefelderplatz – Rosa-Luxemburg-Platz – Alexanderplatz – Klosterstraße – Märkisches Museum – Spittelmarkt – Hausvogteiplatz – Stadtmitte – Mohrenstraße – Potsdamer Platz – Mendelssohn-Bartholdy-Park – Gleisdreieck – Bülowstraße – Nollendorfplatz – Wittenbergplatz – Zoologischer Garten – Ernst-Reuter-Platz – Deutsche Oper – Bismarckstraße – Sophie-Charlotte-Platz – Kaiserdamm – Theodor-Heuss-Platz – Neu-Westend – Olympia-Stadion – Ruhleben |

Am U-Bahnhof bestehen Umsteigemöglichkeiten von der Linie U2 zu den Omnibuslinien 143 und 349 der BVG.